# Joan Ramon Resina
Joan Ramon Resina (Barcelona, 22 de juny de 1956) és cap del Programa d'Estudis Ibèrics de la Universitat Stanford, als Estats Units, on propugna un ensenyament no centralista de les literatures peninsulars. El programa constitueix una iniciativa interdisciplinària per a promoure el coneixement de les diverses cultures de la península Ibèrica. Doctor en Literatura Comparada per la Universitat de Califòrnia (Berkeley) i en Filologia Anglesa per la Universitat de Barcelona. Anteriorment fou catedràtic d'Estudis Romànics i Literatura Comparada a la Universitat Cornell.
Ha publicat extensament en revistes especialitzades com PMLA, MLN, New Literary History, and Modern Language Quarterly i fou editor de la revista Diacrítics entre 1998 i 2004. És membre del consell editor de diverses revistes europees i nord-americanes. Mensualment publica un article a El Punt Avui i col·labora en la revista digital Esguard. Ha rebut el premi Alexander von Humboldt-Stiftung Fellowship i una Beca Fulbright. El setembre de 2015 va signar un manifest de científics a favors de Junts pel Sí, candidatura independentista a les eleccions al Parlament de Catalunya de 2015.
El 2020 va rebre la Creu de Sant Jordi.

## Obra
- Luchino Visconti: Filmmaker and Philosopher (2022)
- Josep Pla: Seeing the World in the Form of Articles (2017)
- The Ghost in the Constitution: Historical Memory and Denial in Spanish Society (2017)
- Barcelona's Vocation of Modernity. 2009
- Del hispanismo a los estudios ibéricos: una propuesta federativa para el ámbito cultural. 2009. Biblioteca Nueva.
- La vocació de modernitat de Barcelona. Auge i declivi d'una imatge urbana. 2008, Galàxia Gutenberg-Cercle de lectors. ISBN 978-84-8109-714-6 (Premi Crítica Serra d'Or de Literatura i Assaig en la Categoria d'Estudi Literari, 2009).
- El postnacionalisme en el mapa global. 2005, Angle Editorial. ISBN 978-84-96103-97-9
- After-Images of the City, coeditat amb Dieter Ingenschay (2003).
- Iberian Cities (2001).
- Disremembering the Dictatorship: The Politics of Memory since the Spanish Transition to Democracy (2000)
- El cadáver en la cocina. La novela policiaca en la cultura del desencanto (1997).
- Los usos del clásico. 1991, Anthropos.
- Un sueño de piedra: Ensayo sobre la literatura del modernismo europeo. 1990, Anthropos.
- La búsqueda del Grial. 1988, Anthropos.